# Granville Stanley Hall

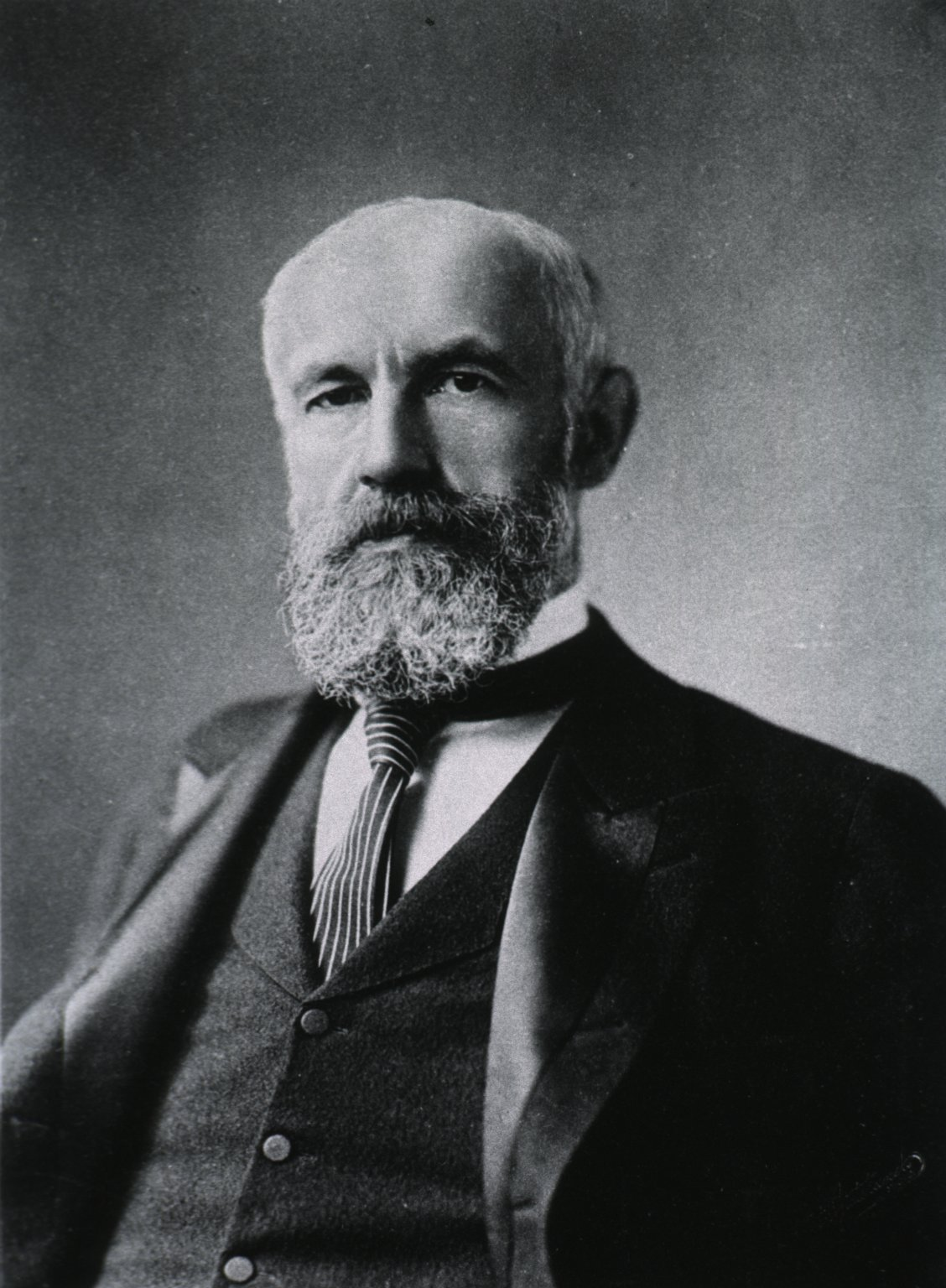
Granville Stanley Hall, um 1910

Granville Stanley Hall (* 1. Februar 1846 in Ashfield, Massachusetts; † 24. April 1924 in Worcester, Massachusetts) war ein US-amerikanischer Psychologe. Er schuf den Begriff Adoleszenz (1904) für die Lebensphase zwischen 12/14 und 21/25 Jahren und trat für eine „Schonzeit“ von Jugendlichen in dieser Zeit ein. Er glaubte auch, dass die USA sich als Land in diesem Stadium befänden.

## Leben und Werk
Stanley Hall schloss das Williams College im Jahre 1867 ab. Obwohl er ursprünglich Pastor werden wollte, verließ er das Union Theological Seminary in New York City nach einem Jahr (1867 bis 1868), um Philosophie in Deutschland zu studieren (1868–1871). Wegen des heraufziehenden Deutsch-Französischen Krieges ging er zurück nach Amerika. Er wurde im Jahre 1872 Dozent am Antioch College in Ohio. Seine Entscheidung, Psychologie als sein Lebenswerk anzunehmen, wurde durch die Lektüre von „Physiologische Psychologie“ (1873–1874) durch Wilhelm Wundt inspiriert, der in der Regel als der Begründer der experimentellen Psychologie gilt. Hall gab seinen Posten in Antiochia im Jahre 1876 auf und kehrte für weitere Studien nach Deutschland zurück, immer bei Wundt und dem deutschen Physiker und Physiologen Hermann von Helmholtz. Dort entdeckte Hall den Wert des Fragebogens für die psychologische Forschung. Später entwickelten seine Studenten und er mehr als 190 Fragebögen, die maßgeblich zum Aufschwung und zum Interesse am Studium der Entwicklung des Kindes beitrugen.
Nach der Rückkehr erwarb Hall 1878 an der Harvard University den ersten Ph.D.-Abschluss in Psychologie in den USA. Danach hielt er Fachvorträge über Bildung in Harvard. Er benutzte Fragebögen aus einer Studie der Bostoner Schulen, um zwei bedeutende Beiträge zu schreiben: zum einen Umgang mit Kinder-Lügen (1882), der andere befasste sich mit dem „Inhalt von Kinderköpfen“ (1883).
Ein Lehrauftrag für Philosophie (1883) und eine Professur für Psychologie und Pädagogik (1884) an der Johns Hopkins University in Baltimore folgten. Hier gründete er das erste Psychologische Laboratorium der USA nach dem Vorbild von Wilhelm Wundt.
1887 wurde er Gründungspräsident der Clark University in Worcester. Als Präsident der Universität und Professor für Psychologie wurde er eine treibende Kraft bei der Gestaltung der Experimentellen Psychologie zu einer Wissenschaft; weiter inspirierte er Forschung in allen Bereichen der Psychologie. Bis 1893 verlieh er elf von den 14 Doktortiteln in Psychologie in den USA.
1892 wurde er zum Gründungspräsidenten der American Psychological Association, 1894 wurde er in die American Academy of Arts and Sciences und 1915 in die National Academy of Sciences gewählt. Im Jahre 1887 gründete Hall das American Journal of Psychology, die erste derartige amerikanischen Fachzeitschrift und die zweite von Bedeutung außerhalb Deutschlands, ferner das Journal of Genetic Psychology (1891), Journal of Religious Psychology (1904) und 1915 das Journal of Applied Psychology.
Er veröffentlichte 489 Beiträge für die meisten der wichtigsten Bereiche der Psychologie, einschließlich „Seneszenz, die letzte Hälfte des Lebens“ (1922) und „Jesus, der Christus, im Licht der Psychologie“ (1917). „Das Leben und Bekenntnisse eines Psychologen“ (1923) war seine Autobiographie.
Berühmt wurde sein Schüler John Dewey, der 1884 seine Dissertation u. a. bei G. Stanley Hall schrieb.

### Forschung

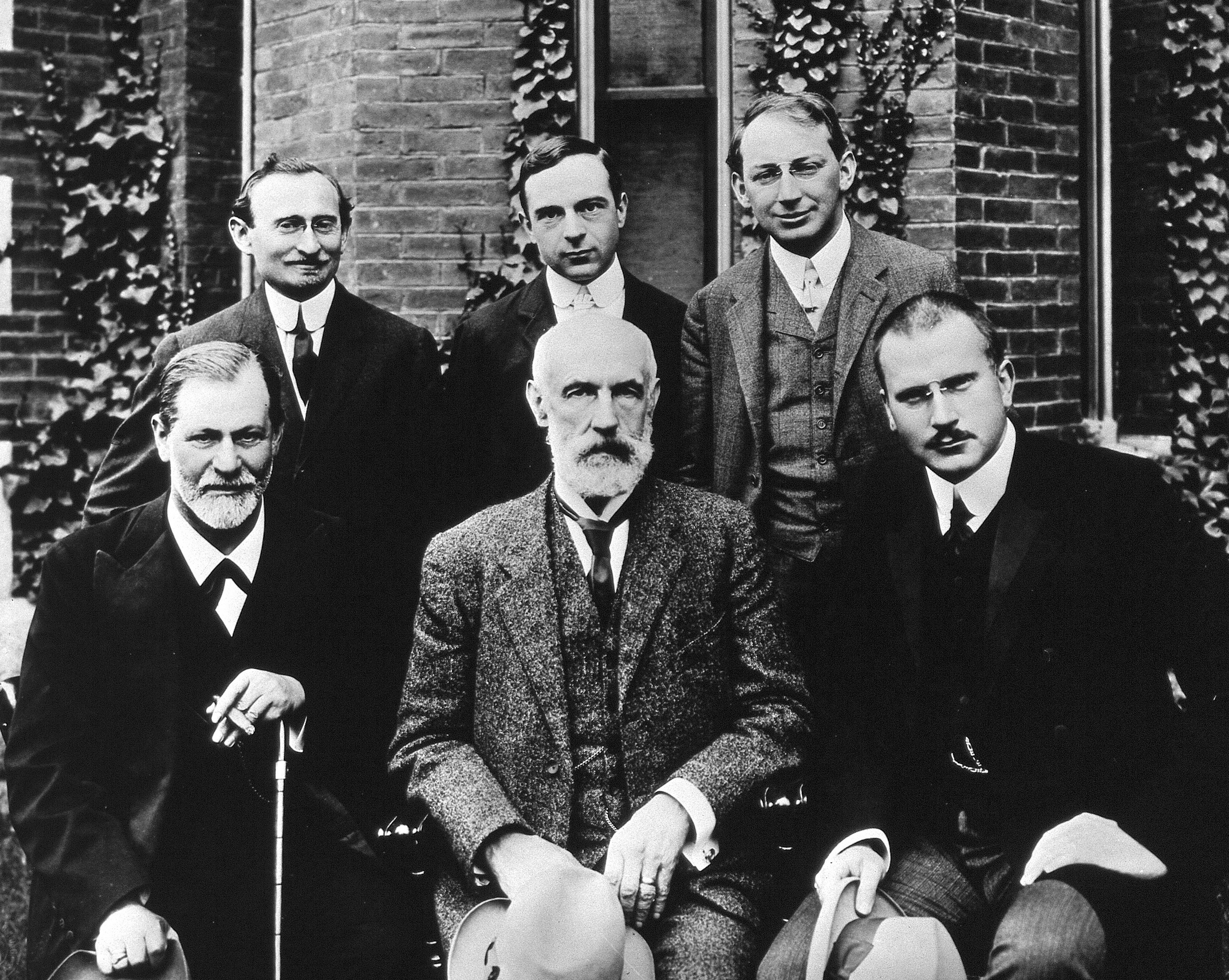
Gruppenfoto 1909 vor der Clark University. V. l. n. r. Vorne: Sigmund Freud, Granville Stanley Hall, Carl Gustav Jung. Hinten: Abraham Brill, Ernest Jones, Sándor Ferenczi.

Hall war ein Pionier der Jugendforschung: Er ging von der Evolutionstheorie von Henry Drummond aus (Ascent of Man, 1894), deren Altruismus (die Mutter als höchstes Stadium der Evolution) sich von anderen Darwinisten abhob. Zum Problem in den USA wurde zunehmend die Jugendverwahrlosung und -kriminalität, sodass die Frage angemessener Reaktionen in der Gesellschaft aufkam. Deshalb wollte das Child Study Movement das Studium von Heranwachsenden ausbauen. Er forschte auch in seiner eigenen Biografie (Notes in Early Memories, 1899). In der Einzelseele werde nach Hall die Entwicklung der gesamten lebendigen Welt und der Völker gespiegelt, er ist Urheber des nach ihm benannten psychogenetischen Grundgesetzes (Hall 1904). Die Adoleszenz sei eine Phase der sexuellen Bewusstheit und  emotionalen Reizung und daher besonders gefährdet, in ein asoziales Verhalten abzurutschen. Freiheit („Der Student muss die Freiheit haben, faul zu sein.“) und Fürsorge müssen ausgewogen vorhanden sein. Als einer der ersten Psychologen war er an der Psychoanalyse als wissenschaftlichem Forschungsprogramm interessiert, weshalb er Freud und Jung 1909 zu Vorträgen an die Clark University einlud und damit den Beginn der psychoanalytischen Forschung in den USA markierte. Siegfried Bernfeld bezog sich auf Hall in seiner Dissertation Über den Begriff der Jugend (1915), der ersten jugendtheoretischen Dissertation an einer deutschsprachigen Universität.

## Schriften (Auswahl)
- Aspects of German Culture Publisher: J. R. Osgood and company, Boston 1881
- Hints toward a Select and Descriptive Bibliography of Education (1886), mit John M. Mansfield
- The Contents of Children's Minds on Entering School Publisher: E.L. Kellogg & Co., New York, 1894
- Study Of Dolls. By Caswell Ellis and G. Stanley Hall. Publisher: E.L. Kellogg & Co. New York, NY, 1897
- Adolescence: its psychology and its relations to physiology, anthropology, sociology, sex, crime, religion and education. Vol. II. Publisher: D. Appleton & Co., New York 1907
- Youth; its education, regimen, and hygiene. Condensed from the author's Adolescence, published in 1904. Publisher: D. Appleton and Company, New York, 1907
- Educational problems. Vol. I. Publishers: D. Appleton and company New York and London, 1911
- Jesus, the Christ, in the light of psychology. Vol. I. Publisher: Doubleday, Page & company, Garden City, N.Y., 1917
- Jesus, the Christ, in the light of psychology. Vol. II. Publisher: Doubleday, Page & company, Garden City, N.Y., 1917
- Founders of modern psychology. D. Appleton & Co., New York and London 1912
- Morale, the supreme standard of life and conduct. Publisher: D. Appleton & Co., New York and London 1920
- Recreations of a psychologist. Publisher: D. Appleton & Co., New York and London 1920
- Aspects of child life and education. By G. Stanley Hall and some of his pupils. Publisher: D. Appleton and company New York, 1921
- Senescence: the last half of life. Publisher: D. Appleton & Co., New York and London 1922
- Wilhelm Wundt. Der Begründer der modernen Psychologie. Übersetzt von Raymund Schmidt. Vorwort von Max Brahn. Meiner, Leipzig 1914.